# Jacqueline Boyer
Jacqueline Boyer, geboren als Eliane Ducos (Parijs, 23 april 1941), is een Franse zangeres. Haar vader is zanger Jacques Pills en haar moeder Lucienne Boyer.

## Carrière
Boyer werd internationaal bekend toen ze in 1960 Frankrijk vertegenwoordigde op het Eurovisiesongfestival in Londen. Ze was hiervoor geselecteerd door de Franse nationale omroep. Met haar liedje Tom Pillibi kreeg ze 32 punten en werd ze de winnares van de avond. Daarmee deed ze het stukken beter dan haar vader Jacques Pills, die een jaar eerder voor Monaco had deelgenomen en laatste was geworden.
Na haar songfestivalzege nam Boyer ook een Engelstalige en een Duitstalige versie op van Tom Pillibi. Het liedje werd in verschillende landen een hit, waaronder in Spanje, waar het op nummer 1 stond.
Nog in hetzelfde jaar (1960) won Boyer ook de Gouden Haan met het liedje Comme au premier jour. In november 1960 trouwde ze met collega François Lubiana (1940–2011). Ze maakte een tournee in de Verenigde Staten en verscheen daar in verschillende televisieprogramma's. Later zong ze ook schlagers en veroverde ze de Duitse markt.

## Chansons en schlagers
- Tom Pillibi (winnaar Eurovisiesongfestival 1960)
- Gouli Gouli Dou
- Grüss mir die Liebe
- Mitsou
- Mon Cher Robert
- Der Pianist hat keine Ahnung
- Happy Sing Song
- Hongkong Mädchen
- Suleika
- Ganz in der Näh' von den Champs-Elysees
- Butterfly
- Jacques mit dem Frack
- Hör das Signal, Korporal
- Little Little China-Girl
- Mademoiselle
- Was in Cannes begann
- Der Mond vom Fudschijama

1956: Mathé Altéry + Dany Dauberson · 
1957: Paule Desjardins · 
1958: André Claveau · 
1959: Jean Philippe · 
1960: Jacqueline Boyer · 
1961: Jean-Paul Mauric · 
1962: Isabelle Aubret · 
1963: Alain Barrière · 
1964: Rachel · 
1965: Guy Mardel · 
1966: Dominique Walter · 
1967: Noëlle Cordier · 
1968: Isabelle Aubret · 
1969: Frida Boccara · 
1970: Guy Bonnet · 
1971: Serge Lama · 
1972: Betty Mars · 
1973: Martine Clémenceau · 
1975: Nicole Rieu · 
1976: Catherine Ferry · 
1977: Marie Myriam · 
1978: Joël Prévost · 
1979: Anne-Marie David · 
1980: Profil · 
1981: Jean Gabilou · 
1983: Guy Bonnet · 
1984: Annick Thoumazeau · 
1985: Roger Bens · 
1986: Cocktail Chic · 
1987: Christine Minier · 
1988: Gérard Lenorman · 
1989: Nathalie Pâque · 
1990: Joëlle Ursull · 
1991: Amina · 
1992: Kali · 
1993: Patrick Fiori · 
1994: Nina Morato · 
1995: Nathalie Santamaria · 
1996: Dan Ar Braz & Héritage des Celtes · 
1997: Fanny · 
1998: Marie Line · 
1999: Nayah · 
2000: Sofia Mestari · 
2001: Natasha Saint-Pier · 
2002: Sandrine François · 
2003: Louisa Baïleche · 
2004: Jonatan Cerrada · 
2005: Ortal · 
2006: Virginie Pouchain · 
2007: Les Fatals Picards · 
2008: Sébastien Tellier · 
2009: Patricia Kaas · 
2010: Jessy Matador · 
2011: Amaury Vassili · 
2012: Anggun · 
2013: Amandine Bourgeois · 
2014: Twin Twin · 
2015: Lisa Angell · 
2016: Amir · 
2017: Alma · 
2018: Madame Monsieur · 
2019: Bilal Hassani · 
2021: Barbara Pravi · 
2022: Alvan & Ahez · 
2023: La Zarra · 
2024: Slimane · 
2025: Louane
1956: Lys Assia · 
1957: Corry Brokken · 
1958: André Claveau · 
1959: Teddy Scholten · 
1960: Jacqueline Boyer · 
1961: Jean-Claude Pascal · 
1962: Isabelle Aubret · 
1963: Grethe & Jørgen Ingmann · 
1964: Gigliola Cinquetti · 
1965: France Gall · 
1966: Udo Jürgens · 
1967: Sandie Shaw · 
1968: Massiel · 
1969: Frida Boccara, Lenny Kuhr, Salomé, Lulu · 
1970: Dana · 
1971: Séverine · 
1972: Vicky Leandros · 
1973: Anne-Marie David · 
1974: ABBA · 
1975: Teach-In · 
1976: Brotherhood of Man · 
1977: Marie Myriam · 
1978: Izhar Cohen & The Alphabeta · 
1979: Gali Atari & Milk & Honey · 
1980: Johnny Logan · 
1981: Bucks Fizz · 
1982: Nicole · 
1983: Corinne Hermès · 
1984: Herreys · 
1985: Bobbysocks · 
1986: Sandra Kim · 
1987: Johnny Logan · 
1988: Céline Dion · 
1989: Riva · 
1990: Toto Cutugno · 
1991: Carola Häggkvist · 
1992: Linda Martin · 
1993: Niamh Kavanagh · 
1994: Paul Harrington & Charlie McGettigan · 
1995: Secret Garden · 
1996: Eimear Quinn · 
1997: Katrina & the Waves · 
1998: Dana International · 
1999: Charlotte Nilsson · 
2000: Olsen Brothers · 
2001: Tanel Padar, Dave Benton & 2XL · 
2002: Marie N · 
2003: Sertab Erener · 
2004: Ruslana · 
2005: Elena Paparizou · 
2006: Lordi · 
2007: Marija Šerifović · 
2008: Dima Bilan · 
2009: Alexander Rybak · 
2010: Lena Meyer-Landrut · 
2011: Ell & Nikki · 
2012: Loreen · 
2013: Emmelie de Forest · 
2014: Conchita Wurst · 
2015: Måns Zelmerlöw · 
2016: Jamala · 
2017: Salvador Sobral · 
2018: Netta Barzilai ·
2019: Duncan Laurence ·
2021: Måneskin ·
2022: Kalush Orchestra ·
2023: Loreen ·
2024: Nemo
- Bibliothèque nationale de France: cb13891369v (data)
- Gemeinsame Normdatei: 134334825
- International Standard Name Identifier: 0000 0000 9683 3090
- Library of Congress Control Number: no2005074204
- Nationale Bibliotheek van Letland: 000337446
- MusicBrainz: 26990fd0-f772-4ab1-a5fa-3ac1f2c02d1f
- Nationale Bibliotheek van Polen: a0000003411330
- SNAC: w6000zk1
- Système universitaire de documentation: 083488987
- Virtual International Authority File: 32182574
- WorldCat: E39PBJB4bJKWy6p3tpw7p3rDv3